# Гудков, Михаил Евгеньевич
Михаи́л Евге́ньевич Гудко́в (11 января 1983, Украинск, Донецкая область, УССР, СССР — 2 июля 2025, Курская область, Россия) — российский военнослужащий, генерал-майор, первый и единственный дважды Герой Российской Федерации (2023, 2025 (посмертно)). Заместитель главнокомандующего ВМФ России (2025). Убит во время вторжения России на Украину.
Ранее занимал должность командира 155-й отдельной гвардейской Курской орденов Жукова и Суворова бригады морской пехоты Тихоокеанского флота.

## Биография
Родился 11 января 1983 года в городе Украинске Донецкой области, после его семья переехала в Новосибирск. В 2000 году окончил новосибирскую школу № 81.
В 2005 году окончил Новосибирское высшее военное командное училище (факультет «Применение подразделений войсковой разведки»). В том же году распределён в Воздушно-десантные войска России. Служил в 83-й отдельной воздушно-десантной, с 2010 года — десантно-штурмовой бригаде в Уссурийске Приморского края. Прошёл путь от командира парашютно-десантного взвода до командира десантно-штурмового батальона.
После окончания Общевойсковой академии Вооружённых сил Российской Федерации был назначен заместителем командира 155-й отдельной бригады морской пехоты Тихоокеанского флота. В начале 2020-х годов занимал должность командира 155-й отдельной бригады морской пехоты. Участник военной операции России в Сирии.

### Российско-украинская война
Начиная с 24 февраля 2022 года в качестве командира 155-й отдельной бригады морской пехоты Гудков участвовал в российском вторжении на Украину. Он был удостоен звания Герой Российской Федерации в 2023 году и повышен в воинском звании до генерал-майора в 2024 году. В марте 2025 года Гудков был назначен заместителем главнокомандующего Военно-морским флотом России. Президент России объявил о его назначении на встрече с экипажем атомной подводной лодки К-564 «Архангельск». Владимир Путин похвалил Гудкова по этому случаю, сказав, что 155-я бригада морской пехоты под его командованием была элитным подразделением и одним из лучших, которые имела Россия. В своей новой роли Гудков отвечал за всю морскую пехоту Военно-морского флота России и все береговые ракетные и артиллерийские войска.
2 июля 2025 года Гудков был убит украинским ракетным ударом в Курской области. О его смерти объявил губернатор Приморского края Олег Кожемяко 3 июля. По данным российских и украинских телеграм-каналов, Гудков и десять других офицеров погибли в результате украинского удара по командному пункту вблизи посёлка Коренево, примерно в 30 км от украинской границы.
3 июля Министерство обороны России подтвердило, что Гудков был убит накануне во время выполнения боевой задачи в пограничном районе Курской области. Вместе с Гудковым также погибли: действующий на тот момент командир 155-й отдельной гвардейской бригады морской пехоты гвардии полковник Сергей Ильин, его помощник гвардии подполковник Нариман Шихалиев и другие офицеры штаба.
Украинские официальные лица ранее обвиняли Гудкова и его подчинённых в совершении ряда военных преступлений. Гудков является одним из самых высокопоставленных российских военных офицеров, убитых с момента полномасштабного вторжения на Украину в 2022 году.
Прощание и похороны прошли 8 июля 2025 года на Федеральном военном мемориале «Пантеон защитников Отечества».

## Личная жизнь
Супруга — Жанна.

## Звания и награды
- дважды Герой Российской Федерации (2023[15][16][17], 2025 (посмертно))[18][19];
- два ордена Мужества;
- медаль Жукова;
- несколько медалей Министерства обороны Российской Федерации;
- Герой Приморья[20].

## Память
- В Новосибирске на здании лицея № 81, в котором учился Михаил Гудков, установлена мемориальная доска (2024)[7].
- 155 отдельной гвардейской Курской орденов Жукова и Суворова бригаде морской пехоты Тихоокеанского флота присвоено почётное наименование «имени дважды Героя Российской Федерации генерал-майора М. Е. Гудкова»[21].
- В целях увековечивания памяти о первом дважды Герое Российской Федерации М.Е. Гудкове планируется:
  - установка памятника в Курске[22];
  - присвоение имени М.Е. Гудкова одной из улиц Донецка[23];
  - присвоение имени М.Е. Гудкова филиалу Нахимовского военно-морского училища в Мариуполе;
  - присвоение имени М.Е. Гудкова одной из школ в ДНР[24] (возможно на родине Гудкова, в Украинске[источник?]).